# アリーシャ・グラス
アリーシャ・グラス=チルドレス（Alisha Glass Childress、1988年4月5日 - ）は、アメリカの女子バレーボール選手。アメリカ女子代表。ペンシルベニア州立大学出身。

## 球歴
2009年にアメリカ代表に初選出される。国際大会には翌年から出場機会が増え、2010WGPにて正セッターを務め、同国9年ぶりの優勝に大きく貢献した。自身もベストセッター賞に輝いた。同年の世界選手権に出場した。
2011年からはリンゼイ・バーグが代表に復帰したため、控えに回るが同年11月のワールドカップに出場し、銀メダルを獲得した。2012年の寧波で開催された2012WGPファイナルで大会3連覇を果たした。同年のロンドン五輪の代表メンバーからは外れた。
2013年からは新体制となったチームの正セッターとして活躍している。同年8月の2013WGPではベストセッター賞を受賞した。また、2013-14シーズンからトルコリーグの強豪フェネルバフチェに移籍した。
2014年10月に開催された世界選手権で代表チームの初優勝に貢献し、自らもドリームチーム（ベストセッター）に選出された。2016年8月のリオ五輪で銅メダルを獲得し、自身もベストセッター賞を受賞した。
リオ五輪後に現役を離れる。2019年にスタンフォード大学バレーボールチームのコーチに就任、2シーズン務めた。
新しくアメリカ国内にプロリーグが出来た事から、6年のブランクを経てアスリーツ・アンリミテッドで現役復帰した。加えて、2024年はプロ・バレーボール・フェデレーションのベガス・スリルでプレー。

## 所属クラブ
- ペンシルベニア州立大学（2006-2009年）
- Grêmio Recreativo e Esportivo Reunidas（2010-2011年）
- アトム・トレフル・ソポト（2011-2012年）
- Universal Modena（|2012-2013年）
- Criollas de Caguas（2013年1-3月）
- Indias de Mayagüez（2013年3-5月）
- フェネルバフチェ（2013-2014年）
- イモコ・コネリアーノ（2014-2016年）
- アスリーツ・アンリミテッド（2021年-）
- ベガス・スリル（英語版）（2024年-）

## 受賞歴
- 2010年 ワールドグランプリ ベストセッター賞
- 2013年 ワールドグランプリ ベストセッター賞[8]
- 2014年 世界選手権 ドリームチーム（ベストセッター）
- 2016年 リオ五輪 ベストセッター賞